# 昆莫
昆莫（呉音：こんまく、漢音：こんばく、拼音：Kūnmò、生没年不詳）は、中国前漢時代の烏孫の昆弥（こんび：烏孫の君主号）。難兜靡の子。昆莫というのは君主号（昆弥）であり、名は猟驕靡（りょうきょうび）という。

## 生涯
匈奴の西境にある小国の王であった難兜靡の子として生まれる。
匈奴によって父が殺されると、幼い昆莫は野原に棄てられた。しかし、昆莫の上空で鳥が肉をくわえて飛びまわり、狼がやってきて乳を飲ませたので、不思議がった単于（ぜんう：匈奴の君主号）は神だと思い、収容して育てることにした。昆莫が成長すると、兵を統率し、たびたび手柄を立てた。単于は昆莫の父の人民を昆莫に与え、首長として西城を守らせた。昆莫は周辺の小さな町を襲撃し、弓をひけるものは数万となった。単于が死ぬと、昆莫はその配下を引き連れて遠くに移動し、中立を保って、匈奴の会議に参加することも入朝することもしなくなった。匈奴は軍を派遣して攻撃したが、勝てず、逆に神と崇め敬遠するようになり、それからは服属させるだけで攻撃はしなくなった。
昆莫には十人余りの子がおり、その中ほどに大禄（官号）というものがいて、強くて民衆を牽引するのに長けた。配下の人民を従え一万余りの騎兵を持ち、昆莫らとは別の土地に住んでいた。大禄の兄が太子であったが、太子には岑陬（官号）軍須靡という子がいた。太子は早くに亡くなり、臨終のとき父の昆莫に「岑陬を太子にして、他の者がその地位を取ることのないようにしてください」と言い残した。昆莫は哀れに思ってそのことを承知した。その結果、岑陬を太子に立てたが、大禄はこれに怒り、反逆し、岑陬と昆莫を攻撃しようと企んだ。昆莫は老齢なので、常に大禄が岑陬を殺害することを心配していたので、岑陬に一万余りの騎兵を与えて別の場所に駐屯させ、自分は一万余りの騎兵を持って万一に備えた。こういった経緯で烏孫は昆莫・大禄・岑陬の三つに分かれており、その大部分は昆莫が支配していた。
漢の張騫は匈奴と烏孫を切り離し漢に服属させるべく、武帝に上奏。武帝は張騫を中郎将に任命し、三百人の部下と一人につき二頭の馬、数万の牛と羊を引き連れ、さらに数千万の黄金と絹織物を携えさせ、節をもった副使多数とともに烏孫へ派遣した。
張騫が烏孫に到着すると、昆莫は匈奴の単于に対するのと同じ儀礼で漢の使節と面会し、天子の賜り物に拝礼したが、張騫は「天子よりわざわざ下賜された品々である。王が拝礼もしないのならば、賜り物を返してもらう」と言った（匈奴風の拝礼ではなく、漢風の拝礼をさせたかったのである）。昆莫は立ちあがって賜り物に対して恭しく拝礼した。張騫は「烏孫が匈奴の渾邪王の旧領に移住することに同意すればさらに漢の公主を昆莫王の夫人として差し上げる」と言った。しかし、昆莫自身は老齢で、まず漢がどのくらいの国なのかもわからず、さらにこのころの烏孫国内は三つに分裂しており、烏孫の大臣たちは匈奴を恐れており移住を望まなかったこともあって、昆莫が独断で決められることではなく、はっきりした返事を出さなかった。
そこで張騫は烏孫の者数十人を連れて帰国し、漢の偉大さを見せつけた。それから張騫は一年あまりして亡くなった。烏孫の使者たちは帰国すると、漢は人口が多く裕福であることを報告。烏孫の者たちはますます漢を尊敬するようになった。それからというもの烏孫をはじめ西域諸国は漢との交際を始めた。これを聞いた匈奴は烏孫に攻撃しようと決意した。これを恐れた昆莫は公主を娶り、漢と兄弟となることを希望した。烏孫は千匹の馬を結納として送り、漢は皇族の娘である江都公主劉細君を嫁がせた。昆莫は公主を右夫人とし、匈奴からもきた嫁を左夫人とした。しかし昆莫は老齢だと言って、公主を孫の岑陬に娶らせた。
その後、昆莫は亡くなった。

## 家族
- 后妃
  - 匈奴夫人…左夫人
  - 劉細君…右夫人、漢の江都公主。江都王劉建の娘。
- 子
  - 烏孫太子
  - 大禄
- 孫
  - 岑陬軍須靡…烏孫太子の子

## 参考資料
- 『史記』（大宛列伝）
- 『漢書』（西域伝）